# Beršeba
Beršeba ili Beersheba, odn. Beer-sheva, Beer Ševa, Beer Šeba (Be’er Sheva) (hebrejski: : בְּאֶר שֶׁבַע ), grad u Južnom okrugu Izraela, u pustinji Negev, poznat i kao "Glavni grad Negeva".

### Etimologija
Postoji nekoliko teorija o postanku imena Beršeba. U tim teorijama se spominju zakletva Abrahama i Abimeleka ("zdenac zakletve"), sedam zdenaca koje je iskopao Izak ("sedam zdenaca"), iako su zasad pronađena i potvrđena samo tri ili četiri, zatim zakletva Izaka i Abimeleka ("zdenac zakletve") te sedam ovaca koje su zapečatile Abrahamovu i Abimelekovu zakletvu ("zdenac sedmice"). Te teorije dolaze od doslovnog prijevoda naziva.Be´er je hebrejska riječ za zdenac, a Šeba može značiti "sedam" ili "zakletva" (od hebrejske riječi švu´a). Ipak, u Knjizi Postanka (Post 26,33) stoji da je grad dobio ime po bunaru kojemu je Izak dao ime Šiba.

### Povijest
Iskopine pronađene u Tel Beer Šebi, arheološkom nalazištu udaljenom nekoliko kilometara sjeveroistočno od današnje Beršebe, daju naslutiti da je ta regija bila naseljena još u 4. tisućljeću prije Krista. Sam grad bio je uništavan i nanovo građen mnogo puta kroz stoljeća.
Beršeba je bila najjužniji grad Izraela u biblijsko vrijeme, a otuda i dolazi izraz "od Dana do Beršebe" koji opisuje čitavo kraljevstvo. Beršeba se spominje u Knjizi Postanka (Post 21,22-34) gdje piše o Abrahamu i njegovu savezu s Abimelekom. Izak je sagradio oltar u Beršebi (Post 26,23-33). Jakov je sanjao ljestve koje dopiru do neba nakon napuštanja Beršebe (Post 28,10-15 i 46,1-7). Beršeba je pripadala teritoriju plemena Šimunova i Judina (Jš 15,28 i 19,2). Prorok Ilija je u Beršebi potražio sklonište nakon Izabeline naredbe da ga smaknu (1 Kr 19,3). Sinovi su proroka Samuela u Beršebi bili suci (1 Sam 8,2). Prorok Amos spominje Beršebu u govoru o idolatriji (Am 5,5 i 8,14).
Posljednji stanovnici Beršebe bili su građani Bizanta koji su napustili grad u sedmom stoljeću. Turci, koji su upravljali područjem Palestine od 16. stoljeća, nisu pokazivali zanimanje za Beršebu sve do kraja 19. stoljeća. Početkom 19. stoljeća Beršebu su europski hodočasnici slikovito prikazivali kao jalovu zemlju sa zdencima i "šačicom" obližnjih beduinskih nastambi. Grad je "zaživio" nakon što su Turci sagradili svojevrsnu policijsku stanicu kako bi beduine držali pod kontrolom te mnoge nastambe, a za vrijeme prvog svjetskog rata vojnu željeznicu koja je bila aktivna sve dok Britanci nisu zauzeli regiju.
Za vrijeme britanske vladavine, Beršeba je bila izuzetno važno upravno-administrativno središte. Izbijanjem arapsko-izraelskog sukoba 1928. godine, Beršebu napuštaju mnogi Židovi, no većina se vraća 1948. godine kada je Izrael ponovno osvaja.

### Zemljopisni položaj i klima
Beršeba je najveći grad pustinje Negev (Nedžeb). Nalazi se uz njenu sjevernu granicu, a udaljena je 115 kilometara istočno od Tel Aviva i 120 kilometara jugozapadno od Jeruzalema.
Naseljena je već tisućljećima zahvaljujući vodi koja dolazi s planine Hebron u zimi, a ljeti je u podzemlju ima u ogromnim količinama. Beršebom teče glavna rijeka Nahal Beer Šeba koja zimi poplavljuje, a uz nju protječu još i potoci Kovšim i Katef. Ljeta su u gradu vrlo vruća s temperaturom i do 42°C, a zimi se noću temperature kreću i oko ništice. Između ljeta i zime česte su pješčane oluje, a za to područje specifične su i magla i vlaga.

### Beršeba danas
Prema izvješću Središnjega statističkog ureda Države Izraela, Beršeba je na kraju 2006. godine imala 185 400 stanovnika što je čini šestim najvećim gradom u Izraelu. Pretežno je naseljena Židovima koji su došli iz arapskih zemalja i bivšeg Sovjetskog Saveza. Podijeljena je na sedamnaest stambenih četvrti od kojih su neka dobila nazive po slovima hebrejske abecede. Grad također ima brojne zone teške i lake industrije.Mnogo se pažnje posvećuje i kulturi, obrazovanju i različitim područjima znanosti te, naposljetku, trgovini i turizmu. Budući da grad ima u planu još mnogo gospodarskih projekata, može se reći da je napredak spor, ali pozitivan. Najpoznatije su ustanove u Beršebi Sveučilište Ben-Gurion, bolnica Soroka te gradska Symphonietta.
Kako je već gore navedeno, stanovništvo uglavnom čine Židovi i ostali nearapski narodi (oko 98 %), ali u Beršebi žive i Arapi te su netrepeljivosti svakodnevica.
U okolici grada su mnogobrojni manji gradovi. Omer, Lehavim i Meitar su naseljeni uglavnom židovima. Brojni su i beduinski gradovi. Među najvećima su: Rahat, Tel-Sheva i Laqiya.